# Heracles inexpectatus
Heracles inexpectatus (геракл неочікуваний) — викопний вид птахів з монотипного роду Heracles з ряду папугоподібних. Можливо відноситься до надродини Strigopoidea, проте щодо цього існує дискурс. Мешкав в міоцені (19—16 млн років тому). Виявлено 2008 року, описано 2019 року. На сьогодні є найбільшим з відомих папуг.

## Опис
Відповідно до досліджень вчені припускають, що цей папуга мав зріст до 1 м й важив близько 7 кг (за алгоритмом Кемпбелла і Маркуса вага знайденого папуги була 6,96 кг).

## Спосіб життя
Волів до субтропічних лісів біля великих озер. Був схожий на какапо своєю нездатністю літати. Живився фруктами, горіхами і ягодами. Висувається також теорія, що Heracles inexpectatus міг полювати на інших дрібніших папуг. Конкурував за поживою з папугами з викопного роду Nelepsittacus.
Втім багато залишається не виявленим через обмаль відомих решток цього папуги.

## Розповсюдження
Скам'янілості цього папуги було виявлено в регіоні Отаго (Нова Зеландія).